# Talose
A talose é um monossacarídeo do tipo hexose, de fórmula química C6H12O6. Faz parte do grupo das aldoses.
É um açúcar claro e incolor não encontrado na natureza, sendo solúvel em água.